# Yawnghwe
Yawnghwe (en birmà Nyaungywe) és un estat dels Estats Shan, dins l'estat Shan de Myanmar. Té una població d'uns 400.000 habitants (és un dels estats més densament poblats). La superfície és d'uns 2.241 km² sense contar els petits estats subsidiaris de Heho, Mawson, Loimaw, Loi Ai (Lonpo) i Namkhai, que van ser incorporats més tard i que sumen 650 km² entre tots, és a dir que la superfície total és de 2891 km².Té com a subestats: Laihsak (al nord-est), Mawson (al nord-oest), Naungpalam (al sud-oest), Inleywa (sud-est), Heho o Mawnang, Loimaw, Namkhai, Lonpo (Loi Ai), i Tigit (Hsihkip), aquests darrers tots a l'oest.
Inclou el llac Inle, a l'est, de 130 km². Al nord de l'estat hi ha la ciutat de Taunggyi, capital de l'Estat Shan, construïda el 1896 per substituir a Fort Stedman, al costat de Maingthauk (a la zona del llac) on feia massa calor. Es troba en una vall que porta el mateix nom, prop de la muntanya Taung Gyi (Big Mountain = Muntanya gran), coneguda pel Crag, que domina la ciutat i li dona nom.
Unes muntanyes separen el principat de la vall del Nam Tam Hpak. Al sud té la plana de Pilu, i a la vall del riu Pilu hi ha els principats de Samkha i Sakoi. A l'oest del llac i a les valls i turons de Myelat que al sud són muntanyes d'entre 1.000 i 2.000 metres
La capital de l'estat és Yawnghwe, construïda el 1359, suposadament per dos germans, Nga Taung i Nga Naung, vinguts des Tavoy (Dawei) que van rebre permís d'un príncep shan que dominava la regió. Aquestos germans van portar 36 famílies de Tavoy que es van establir allí.
El cultiu principal de l'estat és l'arròs. Tot i així no cobreix les necessitats i n'ha de portar del principat de Hsihseng o Hsatung que en té excedents. L'altre producte és el peix que es pesca al llac Inle.
Al llac s'hi han construït pobles aquàtics com el de Impaukon, o parcialment con el Nampan (poble on es guarda una imatge sagrada budista), o en part totalment i en part parcialment con el de Thale-U.
Prop de la ciutat de Heho, capital d'un estat subsidiari, hi ha un aeroport.
El 1808 el rei de Birmània va fixar els territoris entre el principat de Yawnghwe (Nyaung) i el de Mongnai (Mone). La frontera entre ambdós seria el riu Man Pawn (Pon Chaung); al sud el principat de Mongpai (Mobye); i al nord els principats de Mintnge, Thibaw i Mongmit. L'estat fou reduït posteriorment, sobretot a profit de Lawksawk, al nord, que és més gran que el que resta de Yawnghwe.

## Història
La dinastia regnant reclama la descendència del rei Beingyayett, que governava un territori al sud-oest de la Xina vers 660-600 aC. Però la primera cita històrica és la que es refereix a un príncep (Saofa) anomenat Si Hseng Hpa, que va fundar la ciutat de Yawnghwe el 1358. El saofa fou tributari de Birmània. Vers el 1813 el seu territori que era molt gran, fou reduït en extensió en favor d'altres principats. El 1850 el príncep hereu Sao Suu Deva, fou assassinat per un rival, però va deixar un fill anomenat Sao Maung que el 1864 va pujar al tron, enderrocant, amb el suport del rei de Birmània Mindon, al rival assassí, que havia pujat al tron a la mort del seu avi. El 1886 no va seguir a Mongnai, Lawksawk i Kengtung quan van invitar el príncep birmà Limbin (fill de l'antic rei birmà Mindon), que estava a Moulmein, a encapçalar una confederació amb objecte d'expulsar els britànics per posar al tron al príncep birmà. Laikha, Mongkung, Kehsi Mansam i Mongpan, que es van oposar al projecte, foren ocupats, però Yawnghwe, el cinquè estat oposat, encara que fou atacat, va resistir. El setge de la capital va durar quasi un any. El 1887 els britànics van aconseguir establir un destacament a Hlaingdet sota comandament del coronel Stedman del tercer regiment Gurkha; la direcció política fou encomanada a Arthur Heddings Hildebrand auxiliat per James George Scott (conegut per Scott de les muntanyes Shan) i van passar a l'ofensiva el gener de 1887. El 15 de gener de 1887 van guanyar la batalla de Vall de Gegauk i el 19 de gener la del pas de Pyindeik; a la batalla de Nam Hkon els britànics van tornar a guanyar i el 6 de febrer van arribar a Heho prop dels forts de Kugyo i Bangwe on es van concentrar les forces shan. Els forts van ser ocupats i els shan es van retirar a Lawksawk, capital del principat del mateix nom. El principat de Yawnghwe va acceptar el protectorat britànic formalment el 1887. El 1927, Sao Shwe Thaike (1896-1962) fou proclamat príncep succeint a Sao Maung (llavors ja Sir Sao Maung). El 1946 el príncep va encapçalar al conjunt de prínceps en les discussions sobre el futur i va presidir l'assemblea constituent (1947) i el 1948 fou nomenat president de la República rebent el títol de la independència de mans de Lord Mounbatten el 4 de gener de 1948. Estava casat amb la mahadevi Sao Nam Hearn Hkam (1916-2003), germana del príncep de Hsenwi i fou diputada a la cambra baixa del parlament (1954-1958), i que més tard, mort el seu marit el 1962 sota custòdia dels militars colpistes (un fill del president, de nom Sao Mee i 17 anys, va morir en els fets), es va escapar a Tailàndia (1963) amb el seu fill i príncep Khan Pha i altres fills, i va encapçalar el 1964 la Shan State Army amb el seu lloctinent i fill Chao Tzang (1939-2004) fins ue anys després, el 1985, es va retirar a Canada on va morir i on també viuen els seus fills encara vius. Sao Shwe Thaike fou el darrer príncep que va governar, doncs, com tots els prínceps, va abdicar el 1959 en favor del govern nacional electe del país shan, i després Yawnghwe fou una de la Repúbliques de la unió d'Estats Shan que constituïren l'Estat Shan, amb vocació d'independència, però part de Myanmar. Sao Sur khan pha, l'hereu, va proclamar amb els seus seguidors, la independència del país Shan el 17 d'abril del 2005, quant tenia 67 anys. La independència fou aplaudida pel poble de la zona sota el seu control a l'interior i criticada per la junta militar. Una vegada més es proclamava una "federació d'estats Shan en nom de tots el pobles de l'estat Shan".

## Sawpaw de Yawnghwe
- Sao Yun 1762 - 1815
- Sao U 1815 - 1852
- Sao Se Hom 1852 - 1858
- Sao Naw Hpa 1858 - 1864
- Sao Maung 1864 - 1886
- Sao On 1886 - 1897
- Sao Maung (segona vegada) 1897 - 1926
- Sao Shwe Thaike 1927 – 1959